# Réserve naturelle Kevo
 La Réserve naturelle Kevo (en finnois : Kevon luonnonpuisto) est une réserve naturelle stricte située à Utsjoki, dans le nord de la Laponie, en Finlande. Elle a été créée en 1956 et couvre 712 km². 
La réserve est une destination de randonnée populaire en raison de sa gorge semblable à un canyon. Une partie centrale de la réserve est constituée des 40 km de long et, par endroits, 80 mètres de profondeur du canyon Kevojoki, au fond duquel coule la rivière Kevojoki.  
La marche dans la réserve n'est autorisée que le long de deux itinéraires balisés. La route de randonnée de Kevo fait 64 km de long et suit la vallée de la gorge. La route de Kuivi fait 78 km et longe la zone des chutes. Les deux itinéraires sont difficiles et comprennent par exemple de nombreuses traversées en pagaie. 

## Galerie
| - Kevo Canyon - Coucher de soleil - Feuillage d'automne |